# Tales of Monkey Island
 (décembre 2010).
Si vous disposez d'ouvrages ou d'articles de référence ou si vous connaissez des sites web de qualité traitant du thème abordé ici, merci de compléter l'article en donnant les références utiles à sa vérifiabilité et en les liant à la section « Notes et références ».
Tales of Monkey Island (Les contes de l'île aux Singes) est le cinquième opus de la série de jeux vidéo d'aventure Monkey Island paru à partir de juillet 2009. Le jeu est développé en cinq épisodes (ou chapitres) par Telltale Games en collaboration avec LucasArts. La première annonce du jeu a été fait à l'E3 le 1er juin 2009 en même temps que l'annonce par LucasArts d'une nouvelle version remise à jour du premier titre The Secret of Monkey Island: Special Edition.

## Histoire
Tales of Monkey Island a lieu plusieurs années après Escape from Monkey Island et plus particulièrement après un hypothétique 5e épisode qui aurait pu durer une vingtaine d'heures de jeu. Le jeu marque le retour de nombreux personnages connus de la série. Guybrush Threepwood découvre qu'une nouvelle fois son ennemi, le pirate-zombie LeChuck a enlevé sa femme, le Gouverneur Elaine Marley. Après avoir cherché conseil auprès de sa vieille amie Lady Vaudou, Guybrush poursuit LeChuck avec le sabre maudit Kaflu pour essayer d'en finir une fois pour toutes avec lui. Malheureusement, Guybrush, à cause de sa maladresse, sera obligé de modifier la recette vaudou pour ensorceler le sabre. Quand il arrive en fait à poignarder LeChuck, le sabre va à la place transformer LeChuck en humain et infecter la main de Guybrush avec la «Maladie de LeChuck». En résultat, une explosion sur le bateau renvoie Guybrush dans l'océan qui se retrouve plus tard sur Flotsam Island. Guybrush doit maintenant inverser les dommages causés par l'expansion rapide de la maladie qu'il a libéré qui transforme les pirates en monstres zombies.

## Système de jeu
Comme ses prédécesseurs, Tales of Monkey Island est un jeu d'aventure. Plus particulièrement, comme les trois premiers épisodes, il s'agit d'un jeu en pointer-et-cliquer. Le joueur se retrouve dans le rôle du personnage principal, Guybrush Threepwood, un pirate malchanceux et maladroit, dans un environnement en 3D et doit résoudre différentes énigmes. Les énigmes sont celles que l'on retrouve classiquement dans les jeux d'aventure où le joueur doit utiliser son environnement pour avancer durant différents événements, comme également utiliser différents objets collectés dans son inventaire. À la différence des précédents jeux de Telltale Games mais dans la logique des jeux d'aventure LucasArts et des précédents Monkey Island, le jeu demande de combiner et de faire interagir différents objets de l'inventaire du joueur pour en créer de nouveaux. Sur PC, le jeu combine l'utilisation du clavier et de la souris et sur Wii de la Wiimote et du Nunchuk. Chaque chapitre du jeu est estimé durer entre deux et quatre heures, selon les capacités et le talent du joueur à résoudre les énigmes. Un système d'indices durant le jeu permet également aux joueurs d'être aidés pour résoudre les énigmes.

## Épisodes
- Chapitre I : Launch of the Screaming Narwhal (7 juillet 2009 sur PC / 31 juillet 2009 sur WiiWare)
- Chapitre II : The Siege of Spinner Cay (20 août 2009 sur PC / 25 septembre 2009 sur WiiWare)
- Chapitre III : Lair of the Leviathan (29 septembre 2009 sur PC / 6 novembre 2009 sur WiiWare)
- Chapitre IV : The Trial and Execution of Guybrush Threepwood (30 octobre 2009 sur PC / 11 décembre 2009 sur WiiWare)
- Chapitre V : Rise of the Pirate God (8 décembre 2009 sur PC / 19 février 2010 sur WiiWare)

Lors de leur distribution numérique, chaque épisode est uniquement disponible en anglais (voix et textes). Une version boîte contenant les 5 épisodes en version française et des bonus est sortie le 5 mai 2011 sur PC uniquement.

## Développement
Tales of Monkey Island est développé par Telltale Games, sous licence de LucasArts. Le jeu marque la première collaboration entre les deux compagnies, Telltale Games ayant été créée par d'anciens employés de LucasArts à la suite de l'annulation de Sam and Max: Freelance Police en 2004 après quoi LucasArts donna l'impression d'abandonner le genre du jeu d'aventure,. Annoncé conjointement dans un communiqué de presse commun des deux compagnies lors de l'E3 le 1er juin 2009, le jeu est accompagné par la sortie d'une nouvelle version améliorée du premier jeu The Secret of Monkey Island, cette fois développé par LucasArts. La bande-annonce du jeu a aussi été révélée lors de la convention. Des indices sur l'annonce d'une nouvelle série importante lors de la convention ont été donnés par Telltale Games.
L'équipe de développement est dirigé par Dave Grossman, un des créateurs originaux pour les deux premiers Monkey Island avec Michael Stemmle qui a coréalisé Escape from Monkey Island et Sam and Max Hit the Road qui s'occupent de la réalisation et de l'écriture de l'histoire. La direction artistique du jeu est fait par plusieurs autres anciens membres de LucasArts, ayant de l'expérience à la fois sur The Curse of Monkey Island et Escape from Monkey Island et sur d'autres jeux d'aventure LucasArts. Bien que pas directement intégré dans le développement du projet, Ron Gilbert, le créateur de la série Monkey Island a assisté au brainstorming du projet. L'équipe de développement indiquant que les « empreintes digitales de Gilbert sont partout » dans la série. Sur son blog, Gilbert a écrit être « très excité » à la fois par l'adaptation de Telltale et la nouvelle version de LucasArts du jeu original, indiquant « qu'il est étrange et rend humble de voir quelque chose que vous avez créée il y a vingt ans prendre vie par soi-même ». Alors qu'à la fois Gilbert et Grossman sont inclus dans le développement, Tim Schafer, le troisième créateur du jeu original, n'a pas été mentionné comme associé au projet. La couverture du DVD en édition limitée sera faite par le créateur de Sam and Max, Steve Purcell qui était à l'origine des couvertures des boites de jeu des premiers Monkey Island, The Secret of Monkey Island et Monkey Island 2: LeChuck's Revenge.
Selon Grossman, Telltale Tales of Monkey Island n'est pas un Monkey Island 5, qui aurait nécessairement dû être « un blockbuster de 40 heures, une expérience gigantesque comme les jeux précédents » mais appartient à une série Monkey Island. Le jeu se déroule après un « imaginaire » Monkey Island 5. Comme la plupart des autres productions de Telltale, Tales of Monkey Island est développé de manière épisodique, partagé en cinq chapitres. Grossman explique que Telltale préfère diviser l'histoire en segments plutôt que faire un jeu trop long, pas confortable pour les joueurs. Cependant, contrairement aux jeux précédents de Telltale, chaque épisode n'est pas considéré comme une histoire indépendante mais plutôt un seul chapitre dans une histoire à suivre. Très peu de ressources techniques communes sont utilisées entre les épisodes, retirant ainsi une zone centrale et les « zones courantes » présentes dans Sam and Max : Saison 1 - Sam and Max Save the World et Wallace and Gromit's Grand Adventures. Pour la première fois dans la série, le jeu a un rendu intégral en 3D. Même le jeu Escape from Monkey Island, indiqué comme en 3D était basé sur des environnements 2D.

## Bande-son
Le compositeur derrière les quatre précédents jeux de la série, Michael Land, est de retour pour enregistrer la bande-son et la musique de ce nouvel opus. Dominic Armato, l'acteur qui joue la voix originale de Guybrush depuis The Curse of Monkey Island, décrit par David Collins de LucasArts comme «le fan absolu de Monkey Island» reprend son rôle comme principal protagoniste. Alexandra Boyd, la voix d'Elaine Marley dans The Curse of Monkey Island revient également reprendre ce rôle. Pour aider les acteurs à se mettre dans la peau des personnages, Telltale a intégré un système de synchronisation des lèvres pour permettre de créer un grand nombre d'expressions faciales pour les modèles des personnages.

## Accueil
- Adventure Gamers : 3,5/5 (Ep. 1)[10] - 3,5/5 (Ep. 2)[11] - 4,5/5 (Ep. 3)[12] - 3/5 (Ep. 4)[13] - 4/5 (Ep. 5)[14]
- Jeuxvideo.com : 16/20 (Ep. 1)[15] - 16/20 (Ep. 2)[16] - 16/20 (jeu complet - PC)[17]